# Bertem
Bertem è un comune belga di 9 296 abitanti nelle Fiandre (Brabante Fiammingo).